# Brontosaurus (planetka)
(9949) Brontosaurus je planetka v hlavním pásu asteroidů. Měří v průměru přibližně 17 kilometrů a obíhá Slunce jednou za 3,61 roku v průměrné vzdálenosti 2,35 AU (astronomické jednotky, 150 milionů km). Tento objekt byl objeven astronomem E. W. Elstem dne 22. září 1990. Později byl přejmenován na 9949 Brontosaurus, na počest proslulého sauropodního dinosaura brontosaura.